# Walshville (Illinois)
Walshville es una villa ubicada en el condado de Montgomery en el estado estadounidense de Illinois. En el Censo de 2010 tenía una población de 64 habitantes y una densidad poblacional de 97,29 personas por km².

## Geografía
Walshville se encuentra ubicada en las coordenadas 39°4′8″N 89°37′8″O / 39.06889, -89.61889. Según la Oficina del Censo de los Estados Unidos, Walshville tiene una superficie total de 0.66 km², de la cual 0.66 km² corresponden a tierra firme y (0%) 0 km² es agua.

## Demografía
Según el censo de 2010, había 64 personas residiendo en Walshville. La densidad de población era de 97,29 hab./km². De los 64 habitantes, Walshville estaba compuesto por el 90.63% blancos, el 9.38% eran afroamericanos, el 0% eran amerindios, el 0% eran asiáticos, el 0% eran isleños del Pacífico, el 0% eran de otras razas y el 0% pertenecían a dos o más razas. Del total de la población el 0% eran hispanos o latinos de cualquier raza.